# 장양 (후한 태수)
장양(張楊, ? ~ 198년)은 중국 후한 말의 정치가로, 자는 치숙(稚叔) 또는 아숙(雅淑)이며 병주 운중군 사람이다.

## 생애

### 거병, 자립
용맹하여 병주의 무맹종사(武猛從事)가 되었고, 영제 말기에 서원군이 정비되고 소황문 건석이 서원군의 총수가 되어 각지에서 사람을 모으면서, 병주자사 정원의 명령을 받고 장수가 되어 군사를 거느리고 건석에게 파견되었다. 건석이 하진에게 처단되자 장양은 하진에게 속했으며, 하진의 명령으로 다시 출신지인 병주로 돌아가 군사 천여 명을 모으고 상당에 머무르면서 산적을 토벌했다.
하진이 죽임을 당하고, 동탁이 집권하자 스스로 장수가 되어 호관(壺關)에서 상당태수를 공격했으나 꺾지 못하고, 여러 현들을 노략하여 세력을 수천 명으로 불렸다. 초평 원년(190년), 반동탁 연합군이 결성되었을 당시 하내에서 원소와 연합하고 또 흉노의 선우 어부라와 함께 장수(漳水)에 주둔했다. 선우가 반기를 들었고, 장양은 원소와 함께 호응하지 않아 선우에게 사로잡혀 함께 떠났다. 원소는 장수 국의를 보내 선우를 추격하여 업의 남쪽에서 격파하였으나, 선우는 장양을 사로잡고 여양에 이르러 도료장군(度遼將軍) 경지(耿祉)를 격파해 세력을 회복했다. 장양은 동탁에게서 건의장군(建義將軍)·하내태수로 임명되었다.
여포가 원소의 수하에서 공을 세웠으나, 원소가 자기 세력을 키우는 것을 위험하게 여기자 그를 떠나 장양에게 의탁했다. 장양은 여포와 동향의 의로 여포를 받아들였고, 원소도 여포를 두려워하여 감히 공격하지 못했다. 장양의 군대는 이각과 곽사가 현상수배한 여포를 잡아 바치려고 했으나, 장양은 겉으로는 그러는 척 하면서 실은 여포를 보호했다.
흥평 원년(194년), 이각과 곽사가 장안에서 폭동을 일으키자 헌제가 낙양으로 달아났고, 이각 등이 헌제를 쫓았다. 이에 격문을 받은 조조가 헌제를 구출하기 위해 하내를 지나려고 하자, 장양은 동소의 권유로 길을 열어주어 조조는 헌제를 구출하게 되었으며 두 세력이 우호를 다졌다.

### 중앙에 개입, 죽음
흥평 2년(195년), 헌제가 장안을 빠져나와 하동에 이르러 임시로 안읍(安邑)에 머물렀는데, 백관들이 굶주리자 수천 명을 부려 공향해 안국장군(安國將軍)이 되었고 가절(假節)을 받아 부(府)를 열었으며, 진양후(晉陽侯)에 봉해졌다. 또 천자를 맞이하여 낙양으로 돌아가려 했으나, 제장들의 반대를 받아 본거지인 야왕(野王)으로 돌아갔다.
건안 원년(196년), 헌제를 옹위하는 장군들 사이에 권력 쟁탈전이 벌어졌다. 2월에 한섬이 동승을 공격했고, 동승은 장양에게로 달아났다. 옛 서울에 식량이 부족했으므로 장양은 식량을 가지고 천자를 맞이했다. 장양은 동승을 시켜 낙양의 궁궐을 수리하였고, 헌제를 낙양으로 맞이하였다. 헌제는 8월에 양안전(楊安殿)에 들어갔고, 장양은 이것을 자신의 공로로 뽐내었다. 이것이 궁궐의 이름에 '양(楊)'을 쓰게 된 까닭이다. 장양은 동승·한섬·양봉 등과 사이가 좋지 않았다. 장양은 황제를 낙양으로 모시고 나서 야왕으로 돌아갔고, 대사마에 임명되었다.
건안 3년(198년), 조조가 여포를 공격하였다. 장양은 여포의 편을 들어 군사를 일으키려 하였으나 부하 양추에게 살해당하였다. 이후 장양의 부장 수고가 양추를 죽였고, 남은 장양의 세력은 수고를 주축으로 원소에게 귀의하려 했으나 수고는 견성(甄城)에서 조조에게 패하여 죽었다. 장양의 장사 설홍(薛洪)과 하내태수 무상(繆尙)은 동소의 설득을 받아 조조에게 투항했다.

## 《삼국지연의》 속 장양
《삼국지연의》에서의 장양은 대체로 유사하다. 반동탁연합군에는 원소(袁紹)의 부하로서가 아닌 한명의 제후로서 참전하였으며, 자신의 부하 장수 목순(穆順)이 여포(呂布)와 일기토를 겨루다 전사하기도 했다.

## 장양을 섬긴 사람들
※목순, 변희는 《삼국지연의》에 등장하는 가공의 인물이다.
- 동소　공인(公仁)
- 목순
- 무상
- 변희
- 설홍
- 수고　백토(白兎)
- 양추

## 같이 보기
- 삼국지 인물 목록